# Municipio de Lehigh (condado de Northampton)
El municipio de Lehigh  (en inglés: Lehigh Township) es un municipio ubicado en el condado de Northampton en el estado estadounidense de Pensilvania. En el año 2000 tenía una población de 9.728 habitantes y una densidad poblacional de 126 personas por km².

## Geografía
El municipio de Lehigh se encuentra ubicado en las coordenadas 40°44′59″N 75°32′29″O / 40.74972, -75.54139.

## Demografía
Según la Oficina del Censo en 2000 los ingresos medios por hogar en la localidad eran de $48,263 y los ingresos medios por familia eran $55,216. Los hombres tenían unos ingresos medios de $37,307 frente a los $27,206 para las mujeres. La renta per cápita para la localidad era de $21,400. Alrededor del 2,9% de la población estaban por debajo del umbral de pobreza.